# Zhangiella dongshanensis
Zhangiella dongshanensis är en nässeldjursart som först beskrevs av Xu och Huang 1994.  Zhangiella dongshanensis ingår i släktet Zhangiella och familjen Australomedusidae. Inga underarter finns listade i Catalogue of Life.